# Ryuji Akiba
Ryuji Akiba (秋葉 竜児 Akiba Ryuji?), född 13 juni 1984 i Shizuoka prefektur, är en japansk före detta fotbollsspelare.
Akiba började sin karriär 2003 i Nagoya Grampus Eight. 2004 flyttade han till Vegalta Sendai. Han avslutade karriären 2005.